# (173069) 2006 SQ199
(173069) 2006 SQ199 es un asteroide perteneciente al cinturón de asteroides, descubierto el 24 de septiembre de 2006 por el equipo del Spacewatch desde el Observatorio Nacional de Kitt Peak, Arizona, Estados Unidos.

## Designación y nombre
Designado provisionalmente como 2006 SQ199.

## Características orbitales
2006 SQ232 está situado a una distancia media del Sol de 2,264 ua, pudiendo alejarse hasta 2,578 ua y acercarse hasta 1,951 ua. Su excentricidad es 0,138 y la inclinación orbital 0,777 grados. Emplea 1244,52 días en completar una órbita alrededor del Sol.

## Características físicas
La magnitud absoluta de 2006 SQ199 es 17,47.